# Cantón de Sornac
El cantón de Sornac era una división administrativa francesa, que estaba situada en el departamento de Corrèze y la región de Limusín.

## Composición
El cantón estaba formado por ocho comunas:
- Bellechassagne
- Chavanac
- Millevaches
- Peyrelevade
- Saint-Germain-Lavolps
- Saint-Rémy
- Saint-Setiers
- Sornac

## Supresión del cantón de Sornac
En aplicación del Decreto n.º 2014-228 de 24 de febrero de 2014, el cantón de Sornac fue suprimido el 22 de marzo de 2015 y sus 8 comunas pasaron a formar parte del nuevo cantón de Meseta de Millevaches.